# Cirsium spinosissimum
Il cardo spinosissimo (nome scientifico Cirsium spinosissimum (L.) Scop., 1769)  è una pianta spinosa, erbacea angiosperma dicotiledone e perenne, appartenente alla famiglia delle Asteraceae.

## Etimologia
Il nome del genere (Cirsium) deriva dalla parola greca kirsos = varice; da questa radice deriva poi la denominazione Kirsion, un vocabolo che sembra servisse ad identificare una pianta usata per curare questo tipo di malattia. Da kirsion  in tempi moderni il botanico francese Tournefort (1656 - 708) derivò il nome Cirsium dell'attuale genere.

Il nome italiano “cardo” è abbastanza generico in quanto nel linguaggio comune si riferisce a diversi generi e specie di piante. Tra i generi che vengono chiamati direttamente “cardo”, oppure hanno una o più specie che comunemente si chiamano con questo nome citiamo: Carduus, Carduncellus, Carlina, Centaurea, Cnicus, Cynara, Echinops, Galactites, Jurinea, Onopordum, Scolymus, Silybum, Tyrimnus, tutti della famiglia delle Asteraceae. Ma anche in altre famiglie abbiamo dei generi con delle specie che volgarmente vengono chiamate “cardi” : il genere Eryngium della famiglia delle Apiaceae o il genere Dipsacus della famiglia delle Dipsacaceae.

Il binomio scientifico della pianta di questa voce è stato proposto inizialmente da Carl von Linné (1707 – 1778) biologo e scrittore svedese, considerato il padre della moderna classificazione scientifica degli organismi viventi, perfezionato successivamente dal medico e naturalista italiano Giovanni Antonio Scopoli (Cavalese, 3 giugno 1723 – Pavia, 8 maggio 1788) nella pubblicazione ”Anni Historico-Naturales” del 1769. Altre checklist indicano come data di pubblicazione il 1772 e la pubblicazione ”Flora Carniolica Exhibens Plantas Carniolae Indigenas et Distributas in Classes Naturales cum Differentiis Specificis” (sempre dello Scopoli)

L'epiteto specifico (spinosissimum) e quello comune deriva dal suo aspetto estremamente spinoso.

## Descrizione

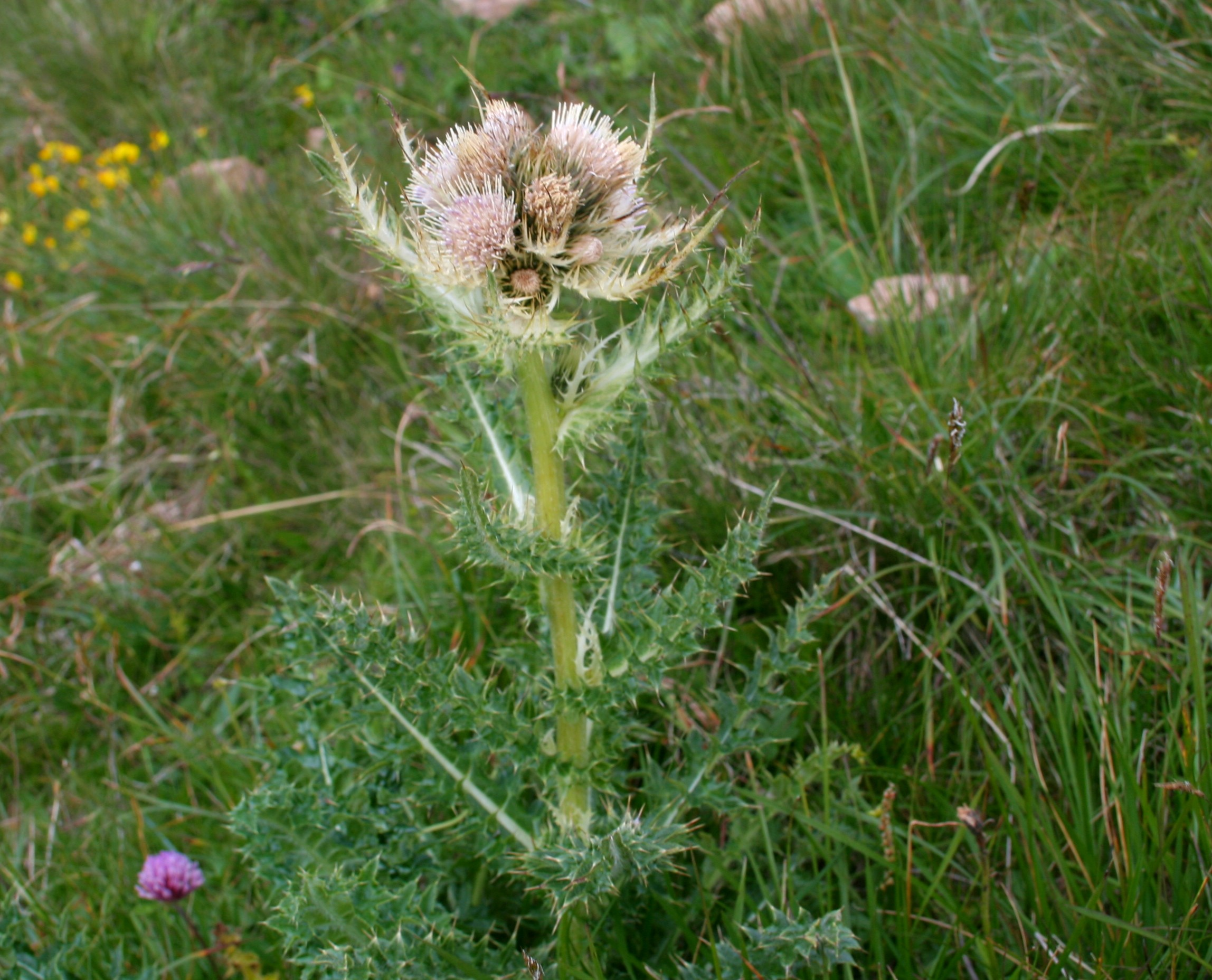
Portamento
Località: Cortina (BL), 1400 m s.l.m. - 25/07/2008

Questa pianta può raggiungere un'altezza di 2 – 5 dm. La forma biologica della specie è emicriptofita scaposa ("H scap"); ossia sono piante perennanti per mezzo di gemme poste al suolo e con fusto allungato ed eretto con poche foglie (non cespuglioso).

### Radici
Le radici sono secondarie.

### Fusto
La parte aerea del fusto è eretta e ascendente. La sezione è angolosa, mentre la superficie è ispida per peli molli e contorti. Può essere rossastro.

### Foglie

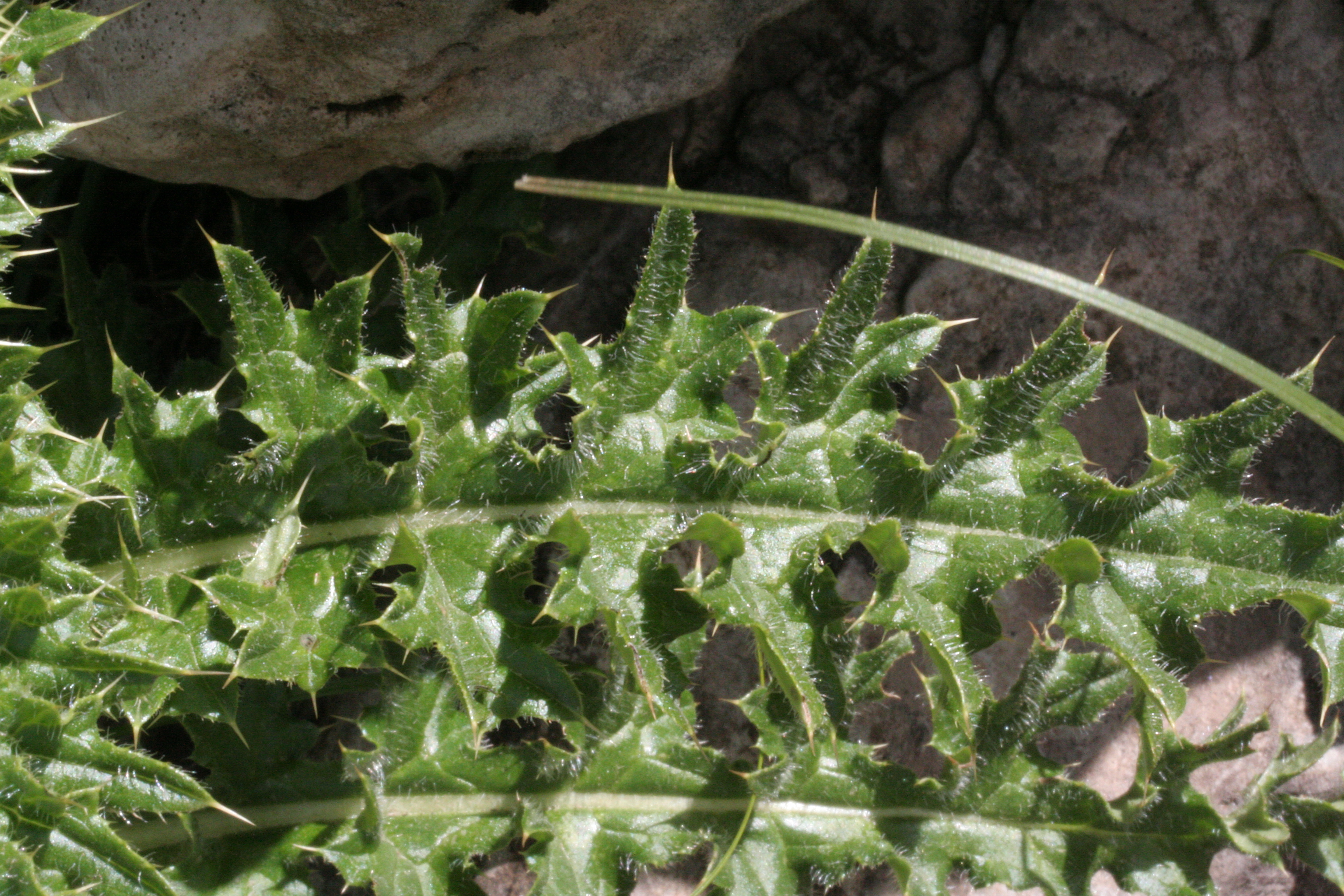
Foglia
Località: Cortina (BL), 1400 m s.l.m. - 25/07/2008

Le foglie sono pennato-partite, coriacee, con margine ondulato e spine rigide, forti e robuste (sono pungenti!). Quelle inferiori hanno la lamina lineare-spatolata e sono picciolate. Lunghezza del picciolo: 10 – 12 cm. Dimensioni della lamina: larghezza 5 – 8 cm; lunghezza 20 – 30 cm. Lunghezza delle spine: 4 – 7 mm. Le foglie superiori sono progressivamente ridotte. Quelle bratteali (vicine all'infiorescenza) sono più larghe dei capolini, progressivamente rimpiccioliscono e sfumano nelle brattee dell'involucro. 

### Infiorescenza

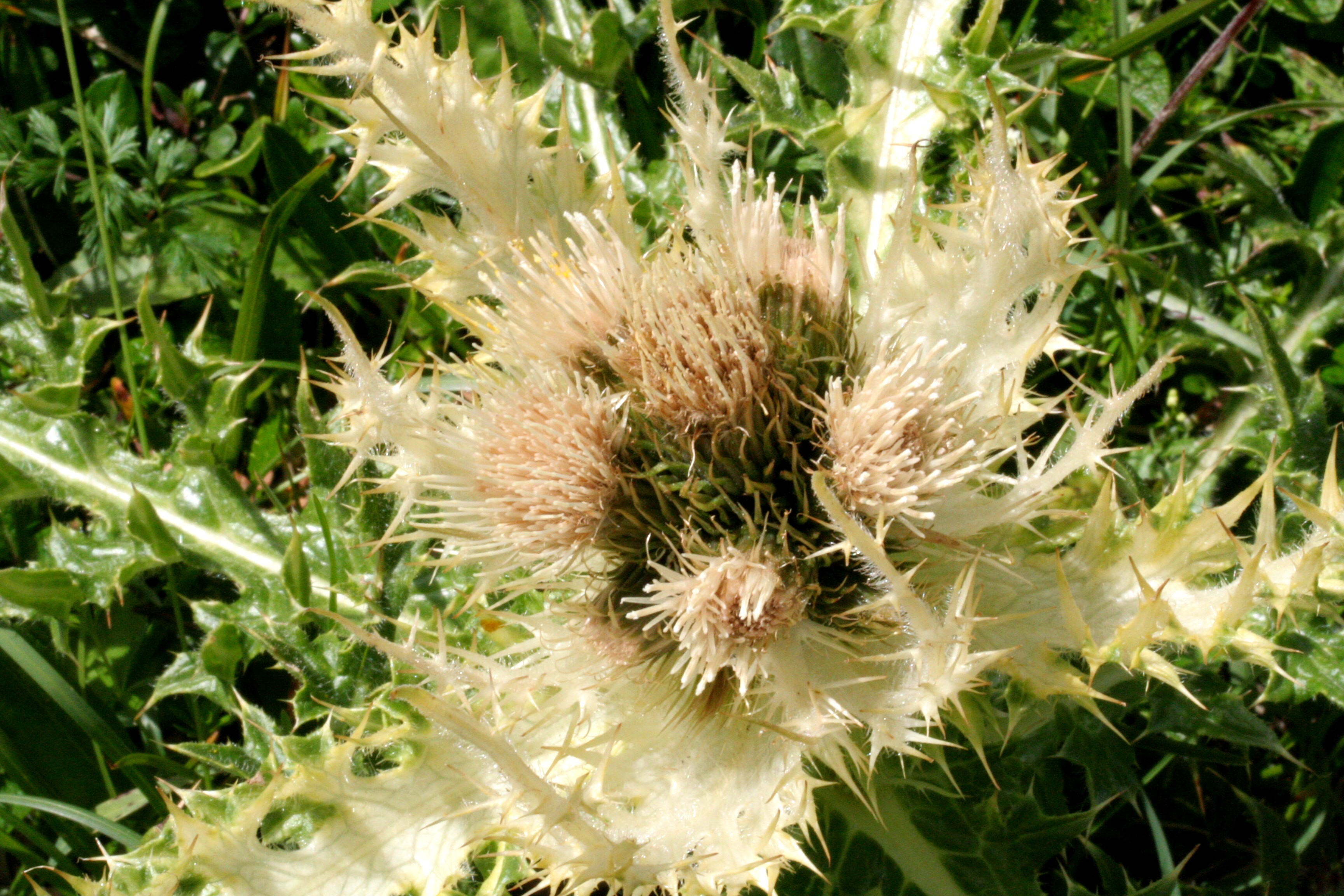
Infiorescenza
Località: Cortina (BL), 1400 m s.l.m. - 25/07/2008

L'infiorescenza è formata da fascetti apicali di diversi capolini (da 2 a 10) sessili superati dalle foglie bratteali (7 - 8 foglie bratteali). I fiori sono racchiusi in un involucro formato da diverse squame (o brattee) fogliacee terminanti con una spina acuta. All'interno dell'involucro un ricettacolo fa da base ai fiori tubulosi. Diametro dell'infiorescenza completa: 15 – 20 mm. Diametro dell'involucro: 10 mm. Dimensione delle brattee inferiori: larghezza 2 mm; lunghezza 6 mm. Dimensione delle brattee superiori: larghezza 2 mm; lunghezza 16 mm.

### Fiore
I fiori del capolino sono tutti tubulosi (il tipo ligulato, presente nella maggioranza delle Asteraceae,  qui è assente), sono inoltre ermafroditi, tetraciclici (con quattro verticilli: calice– corolla – androceo – gineceo) e pentameri (ogni verticillo ha 5 elementi).
- Formula fiorale :

- /x K {\displaystyle \infty }, [C (5), A (5)], G 2 (infero), achenio

- Calice: i sepali del calice sono ridotti al minimo (una coroncina di scaglie).
- Corolla: il colore della corolla è giallo o giallastro. Lunghezza della corolla : 15 – 20 mm. Dimensioni medie delle varie parti della corolla: lunghezza del tubo 5 mm; lunghezza della gola 5 mm; lunghezza dei lobi 5 mm.
- Androceo: gli stami sono 5 ed hanno dei filamenti liberi e papillosi che possiedono la particolarità di compiere dei movimenti per liberare il polline. Le antere sono caudate alla base (hanno una coda corta).
- Gineceo l'ovario è infero; gli stigmi sono glabri (hanno un ciuffo di peli solo all'apice dello stilo che sporge rispetto alla corolla). La superficie stigmatica è posta all'interno degli stigmi.[18]
- Fioritura: da luglio a agosto.

### Frutti
I frutti sono degli acheni a forma cilindrico-compressa con un pappo terminale formato da molte file di peli piumosi riuniti alla base. Lunghezza dell'achenio: 3,5 – 5 mm. Lunghezza del pappo: 12 – 14 mm.

## Biologia
- Impollinazione: l'impollinazione avviene tramite insetti (impollinazione entomogama).
- Riproduzione: la fecondazione avviene fondamentalmente tramite l'impollinazione dei fiori (vedi sopra).
- Dispersione: i semi cadendo a terra (dopo essere stati trasportati per alcuni metri dal vento per merito del pappo – disseminazione anemocora) sono successivamente dispersi soprattutto da insetti tipo formiche (disseminazione mirmecoria).

## Distribuzione e habitat

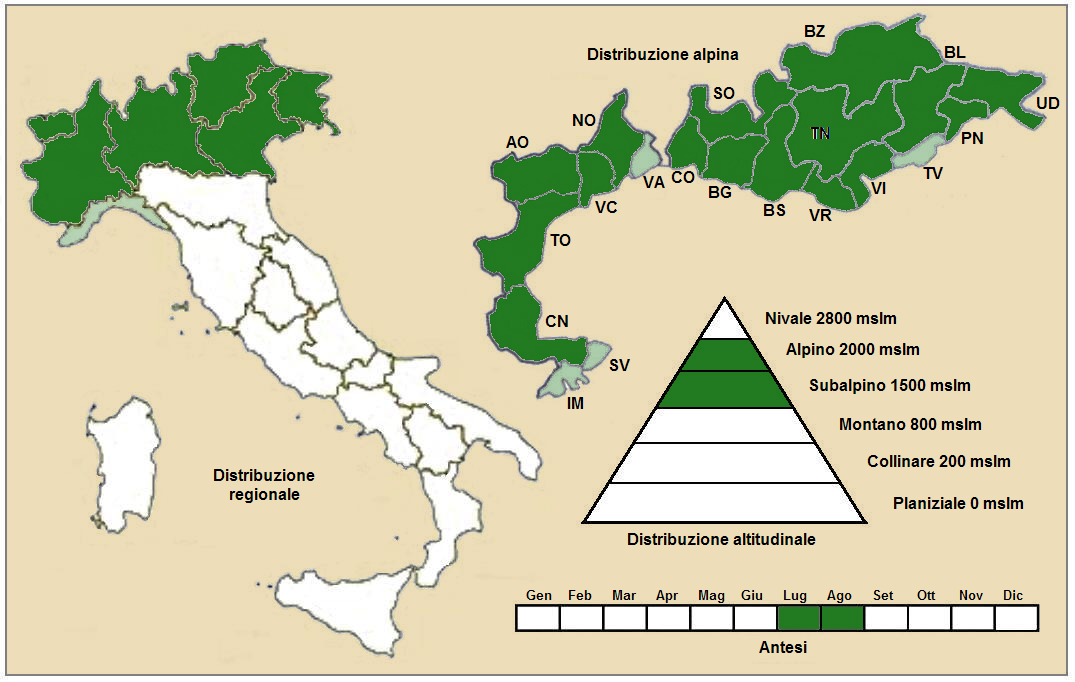
Distribuzione della pianta
(Distribuzione regionale – Distribuzione alpina)

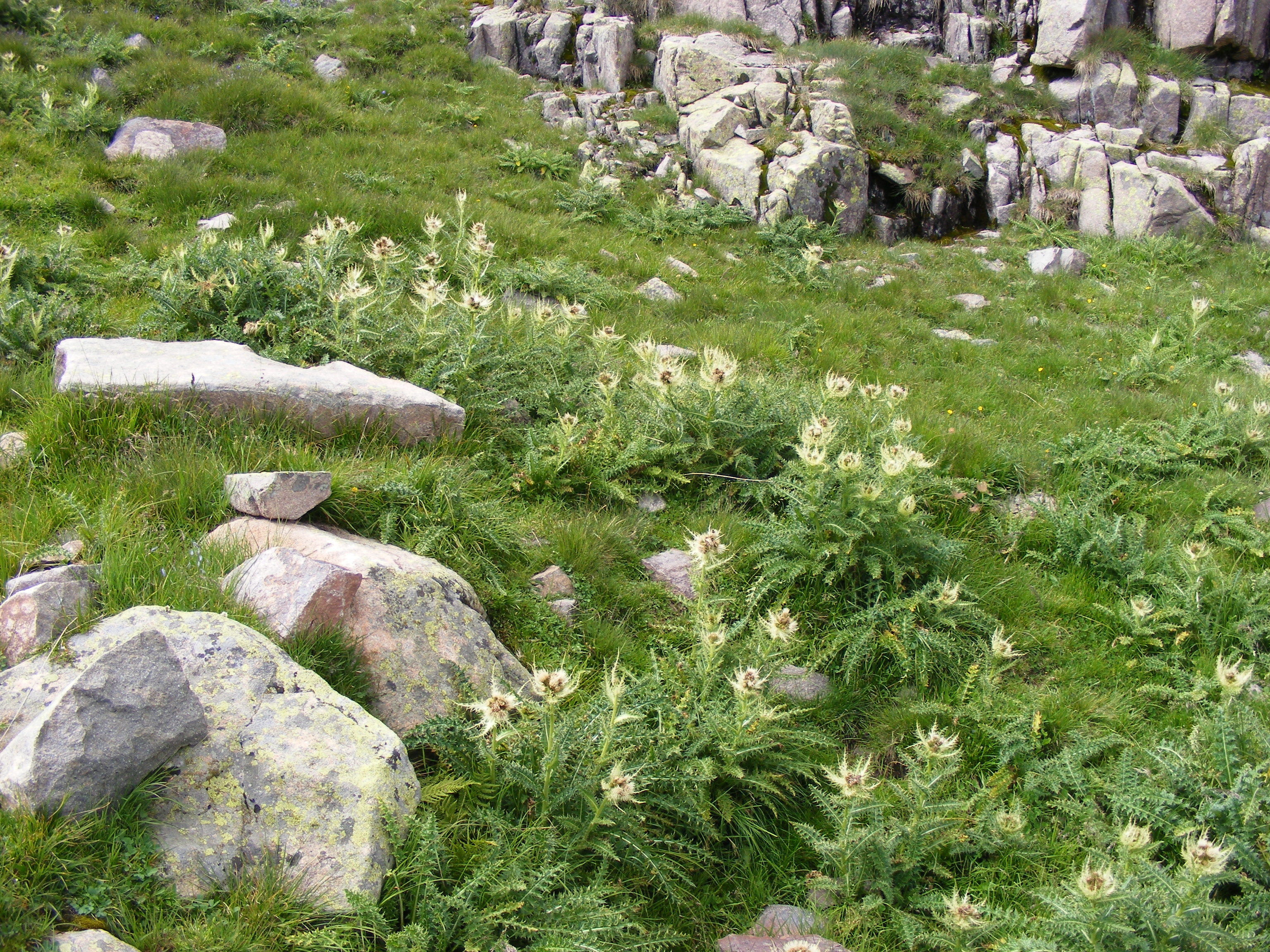
Habitat

- Geoelemento: il tipo corologico (area di origine) è "Orofita Sud-Europeo".
- Distribuzione: in Italia (ma anche per il resto dell'Europa) questa specie è comune e si trova solo nelle Alpi (è un endemismo alpino).[5]
- Habitat: l'habitat tipico per le piante di questa specie sono i macereti, le vallette nivali e le zone frequentate dal bestiame; ma anche i brodi dei ruscelli e sorgenti, praterie rase alpine e sub-alpine, megaforbieti e popolamenti a felci. Il substrato preferito è calcareo ma anche siliceo con pH neutro, alti valori nutrizionali del terreno che deve essere umido.
- Distribuzione altitudinale: sui rilievi queste piante si possono trovare fino da 1.500 fino a 2.400 m s.l.m. (massimo 3.000 m s.l.m.); frequentano quindi i seguenti piani vegetazionali: subalpino e alpino.

### Fitosociologia
Dal punto di vista fitosociologico Cirsium spinosissimum appartiene alla seguente comunità vegetale:
Formazione: delle comunità perenni nitrofile
Classe: Artemisietea vulgaris
Ordine: Rumicetalia alpini
Alleanza: Rumicion alpini

## Tassonomia
La famiglia di appartenenza di questa voce (Asteraceae o Compositae, nomen conservandum) probabilmente originaria del Sud America, è la più numerosa del mondo vegetale, comprende oltre 23.000 specie distribuite su 1.535 generi, oppure 22.750 specie e 1.530 generi secondo altre fonti (una delle checklist più aggiornata elenca fino a 1.679 generi). La famiglia attualmente (2021) è divisa in 16 sottofamiglie.
Cardueae è una delle 4 tribù della sottofamiglia Carduoideae. La tribù Cardueae a sua volta è suddivisa in 12 sottotribù (la sottotribù Carduinae è una di queste). Il genere Cirsium elenca 435 specie con una distribuzione cosmopolita, 35 delle quali sono presenti spontaneamente sul territorio italiano.

### Filogenesi
Il genere di questa voce è inserito nel gruppo tassonomico della sottotribù Carduinae. In precedenza provvisoriamente era inserito nel gruppo tassonomico informale "Carduus-Cirsium Group". La posizione filogenetica di questo gruppo nell'ambito della sottotribù è abbastanza vicina al "core" della sottotribù (con il genere Carduus forma un "gruppo fratello") e dalle analisi molecolari è stato calcolato in 7,2 milioni di anni fa la separazione di questo genere dal resto del gruppo (è stato l'ultimo a separarsi).

Il genere Cirsium spesso viene botanicamente “confuso” con altri generi come quello del Carduus o Cnicus (e di altri ancora). Le specie del primo genere ad esempio sono molto simili a quelle del Cirsium, anche se una certa distinzione è possibile servendosi dell'aspetto del pappo (in Cirsium è formato da setole piumose; mentre in Carduus è composto da pagliette denticolate scabre).

Il genere Cirsium appartiene alla tribù delle Cardueae (da alcuni autori indicata come Cynareae), tribù che il Sistema Cronquist assegna alla sottofamiglia Cichorioideae e che invece la classificazione APG colloca nella sottofamiglia Carduoideae.. 

Il numero cromosomico di C. spinosissimum è: 2n = 34.

Il basionimo della specie è: Cnicus spinosissimus L., 1753.
I caratteri distintivi di questa specie nell'ambito del genere sono:
- il colore della corolla è giallo;
- la consistenza delle foglie è più o meno coriacea con margini ondulati e robuste spine;
- delle spine robuste sono presenti anche all'apice delle brattee involucrali;

Questi caratteri sono condivisi con le seguenti specie (sono indicati alcuni caratteri distintivi della specie):
- Cirsium alpis-lunae Brilli-Catt. & Gubellini - Cardo dell'Alpe della Luna: la lamina delle foglie inferiori è dentata, sinuata o lobata (non è mai pennatopartita).
- Cirsium bertolonii Sprengel - Cardo di Bertoloni: i capolini, lungamente peduncolati,  sono in formazione lassa e sono più grandi delle foglie bratteali: il fusto è ramoso con grandi foglie a lamina ben sviluppata e di forma pennatopartita; le squame dell'involucro sono pungenti.

#### Altre specie simili
I Cirsium con infiorescenza gialla o giallastra, presenti sul territorio italiano, sono più o meno una mezza dozzina. Qui vengono descritti i rimanenti:
- Cirsium carniolicum Scop. - Cardo della Carniola:  è una pianta alta 6 – 12 dm; le foglie non sono lobate in modo vistoso; le spine sono molli o poco pungenti (solo le squame esterne dell'involucro sono spinose); nella parte alta del fusto sono presenti dei peli rossastri; è presente soprattutto nella Alpi del nord-est.
- Cirsium erisithales (Jacq.) Scop. - Cardo zampa d'orso:  è una pianta alta 5 – 18 dm; l'infiorescenza si compone di capolini solitari; le foglie sono ben lobate e quelle bratteali sono pallide; è presente al nord e al centro dell'Italia.
- Cirsium oleraceum (L.) Scop. - Cardo giallastro:  è una pianta alta 5 – 15 dm; le foglie hanno i lobi ben distanziati; le infiorescenze si compongono di 2 o più capolini avvolti da una foglia bratteale ovata di colore verde-giallastro; è presente al nord e al centro dell'Italia.

### Sottospecie
Per questa specie sono indicate due sottospecie (non riconosciute da tutte le checklist botaniche):
- Cirsium spinosissimum subsp. spinosissimum
- Cirsium spinosissimum subsp. berthelonii

### Ibridi
Nell'elenco seguente sono indicati alcuni ibridi interspecifici:
- Cirsium ×fissibracteatum Peterm., 1849 - Ibrido con: Cirsium acaule
- Cirsium ×flavescens Koch, 1843 - Ibrido con: Cirsium erisitales
- Cirsium ×purpureum All., 1785 - Ibrido con: Cirsium heterophyllum
- Cirsium ×schultzianum Loehr, 1852 - Ibrido con: Cirsium rivulare
- Cirsium ×spinifolium G. Beck, 1881 - Ibrido con: Cirsium palustre
- Cirsium ×thomasii Nägeli, 1840 - Ibrido con: Cirsium oleraceum
- Cirsium ×variegatum Arvet-Touvet, 1873 - Ibrido con: Cirsium alsophilum

### Sinonimi
Questa entità ha avuto nel tempo diverse nomenclature. L'elenco seguente indica alcuni tra i sinonimi più frequenti:
- Carduus comosus  Lam.
- Carduus spinosissimus  Vill.
- Carthamus involucratu s Lam.
- Cirsium caput-medusae Schur ex Nyman
- Cirsium cervini
- Cirsium controversum  DC.
- Cirsium hallerianum  Gaudin
- Cirsium purpureum  All.
- Cirsium spinosissimum subsp. bertolonii  (Spreng.) K.Werner (sinonimo della subsp. berthelonii)
- Cirsium spitzelii  Sch.Bip. ex Nyman
- Cnicus bertolonii (Spreng.) Bertol. (sinonimo della subsp. berthelonii)
- Cnicus horridus  Bertol. (sinonimo della subsp. berthelonii)
- Cnicus purpureus  Bertol.

## Altre notizie
Il Cirsio spinosissimo in altre lingue viene chiamata nei seguenti modi:
- (DE)  Alpen-Kratzdistel
- (FR)  Cirse épineux